# Ворошилов, Игорь Васильевич
И́горь Васи́льевич Вороши́лов (27 декабря 1939 или 20 декабря 1939, Алапаевск, Свердловская область — 20 марта 1989, Москва) — советский художник, представитель неофициального искусства.

## Биография и творчество
Из семьи кубанских казаков, в годы сталинской коллективизации раскулаченных и переселённых за Урал. В детстве увлекался музыкой (играл на баяне), спортом, позднее — чтением философской и религиозной литературы. В 1957 году поступил во ВГИК на факультет киноведения, познакомился с художником Александром Васильевым.
В 1958 году увидел в ГМИИ «Пейзаж в Овере после дождя» Ван Гога, после чего решил стать художником. Присоединился к кружку Александра Васильева, встретился здесь с Владимиром Яковлевым, Владимиром Пятницким, Анатолием Зверевым, Геннадием Айги, Венедиктом Ерофеевым, Игорем Вулохом, Михаилом Шварцманом и др. Участник Второго русского авангарда. Живописью и графикой Ворошилова начали интересоваться ценители и собиратели нонконформистского искусства. Состоялась выставка его работ на квартире Вадима Столлера.
Кроме картин и рисунков, Ворошилов писал стихи, прозу, работал над трактатом «О живописи» (остался незавершённым).
Жил впроголодь, много и неразборчиво пил, не раз попадал в милицию и тюрьму.
Последние годы Игорь Ворошилов жил и работал в Верхней Пышме.
В 1988 году в Киеве была устроена выставка Ворошилова, ставшая его последней прижизненной экспозицией.
Умер, по неосторожности приняв с алкоголем избыточную дозу снотворного. Похоронен в селе Меткино (городской округ Домодедово).

## Признание
В 1990 году в московском Центре Дягилева состоялась выставка произведений Ворошилова вместе с работами В. Яковлева и А. Зверева. В 2007 году его работы были показаны в московской галерее «Кино» в рамках проекта «Поколение».